# Claire Bertrand
Claire Bertrand (Antibes, 7 september 1982) is een voormalig internationaal trialrijder. Zij werd 7 maal Frans kampioen bij de vrouwen in de jaren 2000 tot en met 2006 en was lid van het Franse team dat in 2004 de Trial des Nations won.

## Biografie
In 2000 won Bertrand het Frans kampioenschap en dit was de start van een zevenjarige ononderbroken serie van titels. Ook reed zij dat jaar in het Franse team voor de Trial des Nations, welk team als tweede eindigde achter het Spaanse team. Bovendien eindigde zij als derde in het eerste FIM Wereldkampioenschap voor vrouwen, achter Laia Sanz en Iris Kramer.
Een tweede Franse titel ging naar Bertrand in 2001, een jaar waarin zij opnieuw naar de derde plaats reed in het wereldkampioenschap. In 2002 herhaalde zij deze prestatie nog eens. In 2003 liet zij Marlene Satge achter zich bij het Frans kampioenschap, en ook in 2004 won zij de Franse titel. In dat jaar leidde zij ook het Franse team voor de Trial des Nations, met daarin naast Bertrand en Satge ook Marilyn Journet, naar de overwinning in Spanje, waarbij ze de Japanse en Spaanse vrouwen achter zich lieten. Ook solo was zij internationaal succesvol, Bertrand eindigde zowel bij het Europees als het wereldkampioenschap als tweede achter Sanz.
In 2005 verliep de verdediging van de Trial des Nations titel niet als gepland, zij eindigden als vijfde. In 2005 voegde zij wel een zesde Franse titel toe aan haar palmares toen zij Journet achter zich wist te laten.
De zevende Franse titel werd veroverd in 2006, en Bertrand was opnieuw ook internationaal succesvol met een derde plaats in het Europees kampioenschap achter Sanz en Kramer.

## Women's European Trials Championship
| Jaar | Team    | 1     | 2     | 3     |  | Punten | Klassering |
| ---- | ------- | ----- | ----- | ----- |  | ------ | ---------- |
| 1999 | Montesa | ITA 4 |       |       |  | 13     | 4de        |
| 2000 | Montesa | GBR 3 | ITA 3 | NOR 3 |  | 45     | 3de        |
| 2001 | Gas Gas | SPA 4 | ITA 4 |       |  | 26     | 3de        |
| 2002 | Gas Gas | NOR 3 | SPA 4 |       |  | 28     | 4de        |
| 2003 | Gas Gas | FRA 3 | ITA - | RSM - |  | 15     | 11de       |
| 2004 | Gas Gas | FRA 5 | GBR 4 | SPA 2 |  | 41     | 2de        |
| 2005 | Gas Gas | ITA 6 | NOR 3 | ITA 5 |  | 36     | 5de        |
| 2006 | Gas Gas | FRA 3 | ITA 4 | SPA 3 |  | 43     | 3de        |
| 2007 | Montesa | SPA 5 | ITA 4 | NOR - |  | 24     | 6de        |

## Women's World Trials Championship
| Jaar | Team    | 1     | 2     | 3      |  | Punten | Klassering |
| ---- | ------- | ----- | ----- | ------ |  | ------ | ---------- |
| 2000 | Montesa | SPA 3 |       |        |  | 15     | 3de        |
| 2001 | Montesa | ITA 3 |       |        |  | 15     | 3de        |
| 2002 | Gas Gas | POR 3 |       |        |  | 15     | 3de        |
| 2004 | Gas Gas | SPA 2 | SPA 3 |        |  | 32     | 2de        |
| 2005 | Gas Gas | ITA 5 | FRA 3 |        |  | 24     | 4de        |
| 2006 | Gas Gas | AND 4 | BEL 4 | FRA 10 |  | 26     | 4de        |
| 2007 | Montesa | CZE 7 | BEL - | GBR 7  |  | 18     | 8de        |

## Palmares
- Frans kampioen bij de vrouwen - 2000, 2001, 2002, 2003, 2004, 2005, 2006
- Frans Trial des Nation winnaar (Frans team) - 2004